# Tom Fletcher
Thomas Michael Fletcher (17 de juliol de 1985 a Harrow, Londres), conegut comunament com a Tom Fletcher, és un vocalista, guitarrista, pianista i principal compositor i fundador de la banda britànica McFly, completada per Danny Jones, Dougie Poynter i Harry Judd. En la seva carrera de deu anys com a compositor professional, Fletcher ha escrit deu singles número 1 a UK i 21 top-ten singles.
El 2012, Fletcher va llançar el seu primer llibre per a nens. Co-escrit amb el seu company de banda Dougie Poynter, «The Dinosaur that Pooped Christmas» (El dinosaure que va cagar el Nadal) va vendre més de 72.000 còpies i es va convertir en la novel·la de debut del 2012 més popular per als nens del Regne Unit.

## Biografia
Fletcher va néixer a Harrow, Londres, en una família de classe treballadora. El seu pare, Bob Fletcher, qui va treballar a Kodak i va tocar en bandes locals, i la seva mare, Debbie Fletcher, una educadora especial, van encoratjar i donar suport al seu amor per la música des de ben petit. Té una germana més jove, Carrie Hope Fletcher, també cantant, a més d'actriu i youtuber, i que va interpretar el paper d'Éponine a Les Misérables al Queen's Theatre de Londres. Quan tenia 10 anys, Fletcher va interpretar el paper principal d'Oliver! al "London Palladium".
Fletcher va assistir amb una beca al "Sylvia Young Theatre School", una escola independent co-educativa a l'oest de Londres, a on, al mateix temps, també assistia Amy Winehouse.

### Carrera musical
A una edat molt jove, Fletcher va començar a escriure música al comercialment. Fletcher va anar a una audició per ingressar en un nou grup, Busted; originalment va ser acceptat al costat de James Bourne, Matt Willis i Charlie Simpson, però després la discogràfica va decidir que, en comptes de quatre membres, fossin tres, llavors Tom va haver de marxar de la banda, ell mateix va reconèixer que va estar a la banda "com 24 hores". Tot i així, va a treballar amb l'equip de compositors de la banda, i això li va permetre arribar conèixer bé al membre de la banda James Bourne. Ell ha declarat que va ser Bourne qui li va ensenyar a estructurar "correctament" les cançons, i la manera de com "arribar a escriure bones melodies."

#### McFly
Durant el projecte per al segon disc de Busted, A Present for Everyone, la discogràfica li va preguntar a Tom si estava disposat a filmar les audicions per a una nova banda anomenada V. En les audicions per aquesta banda, Tom va conèixer per primera vegada a Danny Jones. Danny havia anat a l'audició creient que era una audició instrumental, adonant-se'n quan la conversa va passar a les rutines de ball. "Va ser molt divertit", recorda Fletcher. "Tots els altres estaven fent estiraments i aquestes coses i ell estava assegut allà amb una guitarra." Tot i així, Tom es va quedar impressionat amb l'estil de Danny, i li va oferir col·laborar amb ell i James Bourne. Quan el projecte d'escriure cançons per Busted va acabar, Danny i Tom van decidir formar una nova banda (en aquell temps sense nom). Ens dos van anar a viure durant dos mesos a l'Hotel InterContinental de Londres, per concentrar-se en escriure cançons junts. Més tard van publicar a la revista NME un anunci per trobar la resta dels components per la seva nova banda. El baixista Dougie Poynter i el bateria Harry Judd van ser els elegits. McFly va saltar a la fama després que la banda Busted els ajudés a llançar-se convidant-los al seu tour al març de 2004.
El 2004, McFly va entrar al Llibre Guinness dels Rècords, superant el rècord de The Beatles de "la banda més jove a tenir un àlbum debut anant directament al número 1". Fletcher ha escrit la majoria de les cançons de McFly amb ajuda de Jones i Poynter, i amb contribucions ocasionals de Judd; Bourne també ha ajudat a escriure algunes cançons. A més de ser el membre fundador de McFly, Fletcher toca la guitarra rítmica, és la veu principal junt amb Danny Jones i de vegades actua tocant l'ukelele i el piano. Va anomenar així la banda per Marty McFly, el personatge principal de la seva pel·lícula favorita, Retorn al Futur. Fins avui (2013), la banda ha tret 5 àlbums musicals i 3 compilacions.
Cap a la fi de l'any 2013, McFly va anunciar una gira amb Busted (sense Charlie Simpson) per al 2014 al Regne Unit com un únic grup, anomenat McBusted.

#### Cantautor
Fletcher ha escrit o co-escrit deu UK singles número 1: "Crashed the Wedding", "Who's David?" i "Thunderbirds" de Busted, i "Five Colours in Her Hair", "Obviously", "All About You," "I'll Be OK", "Please, Please", "Star Girl", i "Transylvania" de McFly. Ell va co-escriure vuit de les cançons a A Present for Everyone, així com totes menys una ("Not Alone", escrita per Jones) de les cançons en l'àlbum debut de McFly, Room on the 3rd Floor. Ell és l'autor principal de la majoria de les cançons en els cinc àlbums de la banda. Dels quatre membres de McFly, és qui té més crèdits com a compositor i, per tant, la majoria dels guanys d'aquest camp.
Fletcher va escriure "On a Rainbow," la cançó oficial de les mascotes dels Jocs Olímpics d'Estiu de 2012, Wenlock i Mandeville. La cançó compta amb la seva veu i la de la seva germana Carrie Hope Fletcher. També ha escrit la cançó "I Want" per l'àlbum de debut de la banda One Direction, co-esrit (amb Dougie Poynter i Danny Jones) "I Would" pel seu segon àlbum, i "Don't Forget Where You Belong" pel seu tercer. Ha co-escrit també moltes cançons amb James Bourne. Fletcher ha compost deu singles número 1 al Regne Unit i 21 top-ten singles.

### Altres treballs
El 2006, Fletcher i la banda van aparèixer a la pel·lícula Just My Luck, junt a Lindsay Lohan i Chris Pine, interpretant-se a ells mateixos.
El 2008, Fletcher va contribuir a l'antologia de contes, Wow! 366. Fletcher, juntament amb la resta de McFly, van llançar el seu llibre de memòries Unsaid Things... Our Story a la tardor de 2012 amb Transworld Publishers. Va llançar també un conte infantil junt amb Dougie Poynter titulat "The Dinosaur that Pooped Christmas", sobre un nen que rep un dinosaure com a mascota per Nadal. El llibre va ser llançat el 25 d'octubre de 2012 seguit del llibre titulat "The Dinosaur that Pooped a Planet" llançat el 29 d'agost de 2013.
El juny de 2011, va aparèixer en el programa d'enteteniment The Cube i es va convertir en la tercera persona a guanyar 100.000 lliures, les quals va donar a les organitzacions caritatives britàniques Comic Relief, contra la fam a Etiòpia, i BIRT, ajuda en l'habitatge per discapacitats.

### Personal
El 18 d'abril de 2011, Fletcher es va comprometre amb la seva nòvia Giovanna Falcone. Ell li va proposar matrimoni a l'Escola de Teatre de Sylvia Young, on es van conèixer als 13 anys. Es van casar el 12 de maig de 2012. El gener de 2013, Fletcher va pujar un vídeo a YouTube del seu discurs al casament, cantat al ritme de diverses de les cançons més reeixides de McFly, que ha rebut més de 12 milions de visites. Actualment viu al nord de Londres, amb Giovanna i els seus dos gats. Va ser anunciat al canal de YouTube de Fletcher el 29 d'octubre 2013, que la parella està esperant el seu primer fill el 2014.
La germana de Tom és la cantant, actriu i YouTube Vlogger, Carrie Hope Fletcher.
En la recent autobiografia de McFly 'Unsaid Things', Fletcher ha admès que pateixen de trastorn afectiu bipolar, ha declarat que va ser una gran influència sobre el segon àlbum de McFly, Wonderland. Així mateix, ha descrit les seves lluites amb el seu trastorn alimentari, el pes i la dieta obsessiva.